# Ozan Kökçü
Ozan Can Kökçü (* 18. August 1998 in Haarlem, Niederlande) ist ein aserbaidschanisch-niederländischer Fußballspieler.
Er spielt beim niederländischen Zweitligisten FC Eindhoven. Zudem ist Kökçü, der sowohl die niederländische als auch die aserbaidsche Staatsbürgerschaft besitzt, Nationalspieler Aserbaidschans. Sein Bruder Orkun Kökçü ist ebenfalls Fußballspieler und steht in Portugal bei Benfica Lissabon unter Vertrag, zudem ist dieser auch türkischer Nationalspieler.

## Karriere

### Vereinsfußball
Ozan Kökçü, Sohn eines türkischen Vaters aus Emirdağ in der Ägäisregion und einer türkischstämmigen Mutter, die in den Niederlanden geboren ist, erblickte in Haarlem das Licht der Welt und begann bei IJVV Stormvogels aus dem zwölf Kilometer entfernten IJmuiden mit dem Fußballspielen. Dort spielte er bis 2011 und kam dann in die Fußballschule des FC Groningen. Kökçü durchlief bis 2016 die Jugendmannschaften in Groningen und wechselte dann nach Rotterdam, wo er in der A-Jugend (U19) von Feyenoord spielte. Im Sommer 2017 folgte dann sein Sprung in die Türkei zum damaligen Erstligisten Bursaspor, wo er aber nur ein halbes Jahr war. 
Ozan Kökçü wurde dann zurück in die Niederlande an den damaligen Zweitligisten RKC Waalwijk verliehen. Dort kam er regelmäßig zum Einsatz und schoss ein Tor, zudem bereitete er drei weitere Treffer vor. Der Leihvertrag endete, Bursaspor verlieh Kökçü daraufhin in die Schwarzmeerregion zu Giresunspor, wo er aber nicht oft spielte. Im Sommer 2019 brach er seine Zelte in der Türkei endgültig ab und ging nach Aserbaidschan zu Sabah FK, wo er dann – meistens als Außenstürmer eingesetzt – Stammspieler wurde. Kökçü erzielte ein Tor und gab zwei Vorlagen, doch die Saison wurde dann abgebrochen. In der Folge war er in der neuen Saison weiterhin Stammspieler, kehrte aber Anfang 2021 in die Niederlande zurück und schloss sich auf Leihbasis in IJmuiden Telstar 1963 an. Dort kam Ozan Kökçü regelmäßig zum Einsatz, war aber nicht immer in der Anfangself. Dennoch kehrte er in der folgenden Sommerpause endgültig zurück und erhielt bei Telstar eine Festanstellung. Auch danach galt: Kökçü hatte zwar oft Einsätze gehabt, aber er erhielt selten ein Startelfmandat. Zudem fiel er zwischenzeitlich wegen einer Blessur aus.
Ozan Kökçü zog es dann in der Sommerpause 2022 nach Eindhoven, allerdings nicht zur PSV, sondern zum FC. In seiner ersten Saison hatte er auch hier nicht immer in der Startelf gestanden, trug aber mit sechs Toren zur Qualifikation für die Auf-und-Abstiegs-Play-offs bei. Dort scheiterte Kökçü mit seiner Mannschaft in der ersten Runde an Almere City FC. In seinem zweiten Jahr wurde er Stammspieler und wurde dabei zumeist als Außenstürmer eingesetzt. Dabei erzielte Ozan Kökçü zwölf Tore, allerdings verpasste sein Verein die erneute Teilnahme an den Auf-und-Abstiegs-Play-offs. Während der Hinrunde stand der FC Eindhoven zeitweise auf einem direkten Aufstiegsplatz oder auf einem Rang für die Teilnahme an den Play-offs, letztlich belegte der Verein den 14. Platz. Im Juli 2024 ging Kökçü nach Finnland zum Meister HJK Helsinki.

### Nationalmannschaft
Parallel zu seiner Laufbahn im Verein schlug Ozan Kökçü, anders als sein Bruder Orkun, eine Karriere im Trikot der Auswahlen Aserbaidschans ein. Er gehörte zum Kader der U20-Nationalmannschaft, kam für die U21-Nationalmannschaft zum Einsatz und gab am 22. September 2022 beim 2:1-Sieg im Nations-League-Spiel in Bratislava gegen die Slowakei sein Debüt für die A-Nationalmannschaft der Aserbaidschaner, wobei ihm in diesem Spiel auch eine Vorlage gelang. Während der Qualifikation für die EM 2024 in Deutschland kam er lediglich im Auftaktspiel gegen Österreich zum Einsatz.